# 萨别塔
萨别塔（俄语：Сабетта）是俄罗斯亚马尔-涅涅茨自治区的一个倒班村，位于亚马尔区内，坐落于喀拉海沿岸，鄂畢灣西岸。据NOVATEK创始人列昂尼德·米赫尔松称，其人口为22000。
该地第一座液化天然气工厂计划于2017年投入运行。目前其有一座机场，且有天然气转运港口，于2013年接纳首艘货轮。
该地得名于一条名为“萨别塔亚哈（Сабетта-яха）”的河流。关于“萨别塔”一词来源众说纷纭，有说法称该词为“苏维埃”一词的当地化，亦有其为当地居民名称一说。此外，也有说法称其来自涅涅茨语中表某种女性头饰的单词。